# Гайвас Ярослав
Яросла́в Га́йвас (псевдо «Андрух», «Бистрий», «Камінь», «Рудий»; 8 січня 1912 — 15 червня 2004, Парсипані, Нью-Джерсі) — Один з провідних діячів ОУН, входив до складу крайової екзекутиви ОУН. Член ПУН.
Після розколу, залишився на стороні Голови ПУН полковника А.Мельника.
Відповідно до українського законодавства може бути зарахований до борців за незалежність України у ХХ сторіччі.

## Життєпис
Народився 8 січня 1912 року в с. Соколівка Золочівського повіту. (зараз Золочівський район, Львівської області). Навчався в гімназії у м. Яворові та у філії Академічної гімназії у Львові. Був членом Пласту, перебував у складі 17го куреня ім. М.Драгоманова у Яворові, пізніше 7го куреня ім. Кн. Льва (Львів).
Вперше був засуджений у серпні 1932 року апеляційним судом м. Львів за членство в ОУН і побиття «хруня» на 2 роки у в'язниці. Наступного разу був засуджений за участь в ОУН і підготовку атентату на совєтське консульство, у липні 1934 року, також на 2 роки.
З 1937 до жовтня 1938 року входив до складу крайової екзекутиви ОУН на Західноукраїнських землях (КЕЗУЗ). Щоб протистояти польським погромам, у Львові 1938 року, був створений Комітет самооборони, який очолив Роман Шухевич, Ярослав Гайвас став його заступником і координатором бойових груп. Осінню цього року перейшов на Закарпаття. У грудні 1938 був заарештований поляками року перебував в тюрмі Бригідки, де в тому ж часі був і Петро Башук, перебуваючи в ув'язненні Гайвас витримав 21 добу переслухання без сну і їжі. Втік з тюрми червні 1939 року. Після приходу радянських військ 1939 року виїздить у Польщу, до 1940 року був комендантом табору українських біженців у Закопаному. 
В цей час Я.Гайвас бере участь у вишколі організованому для навчання групи, відповідальної за організацію СБ ОУН. По завершенню вишколу (що майже збіглося з розколом єдиної ОУН) перейшов на позиції Голови ПУН полковника А.Мельника. У вересні 1940 року входить до складу екзекутиви ОУН в Польщі (Генеральна губернія).
У часі нацистсько-радянської війни— в 1941 році є керівником південної похідної групи. В грудні 1941 брав участь у виробленні нової тактичної лінії ОУН на центральних та східних українських землях, проживає у Києві, після арешту Олега Ольжича — керівник Проводу Центрального Сходу України.
Протягом 1944–1945 років — виконувач обов'язків провідника, з 1946 року очолював референтуру по зв'язках з краєм, по тому — розвідку ОУН.
1950 року емігрує до США, де й далі виконував обов'язки члена ПУН і ОУН був виконавчим секретарем УККА.

Займається журналістикою, березнем 1980 року увійшов до редакційного складу «Свободи», два роки був щоденним редактором, кореспондентом газети «Шляха перемоги».

## Праці
Виходили друком його книги спогадів:
- 1964 — «Коли кінчається епоха»,
- 1972 — «Воля ціни не має».